# Villa Vieja de Algeciras
La Villa Vieja de Algeciras (provincia de Cádiz), España, es uno de los barrios en los que se divide la ciudad y aquel en el que se han localizado restos arqueológicos de mayor antigüedad al situarse en ella una factoría de salazones datada en el siglo I. La denominación Villa Vieja aparece ya en los primeros momentos de la ocupación de la ciudad en el siglo XVIII para designar a un lugar despoblado con gran cantidad de vestigios arquitectónicos y como contrapunto a la Villa Nueva, lugar de asentamiento de la nueva población. Ambos topónimos coinciden con los utilizados durante la Edad Media pero para designar a los espacios contrarios.
El barrio se sitúa sobre una meseta al sur del río de la Miel englobado en su parte norte por este antes de que se produjera el soterramiento del cauce a finales de los años '70. La Villa Vieja está limitada por el Paseo de la Conferencia al este y sur, el Paseo del Río de la Miel al norte y la calle Aníbal al oeste.
Según parecen revelar las más recientes excavaciones arqueológicas, la meseta en la que se sitúa el barrio fue el núcleo principal de la ciudad romana de Iulia Traducta, o al menos del barrio industrial de ésta. La factoría de salazones descubierta en 2001 en la calle San Nicolás, al norte de la villa, es hoy día la más completa de las conocidas en la península ibérica. Su extensión y el hecho de que fuera ocupada desde los siglos I al IV d. C. permite deducir la importancia económica en el ámbito del estrecho de Gibraltar del asentamiento.

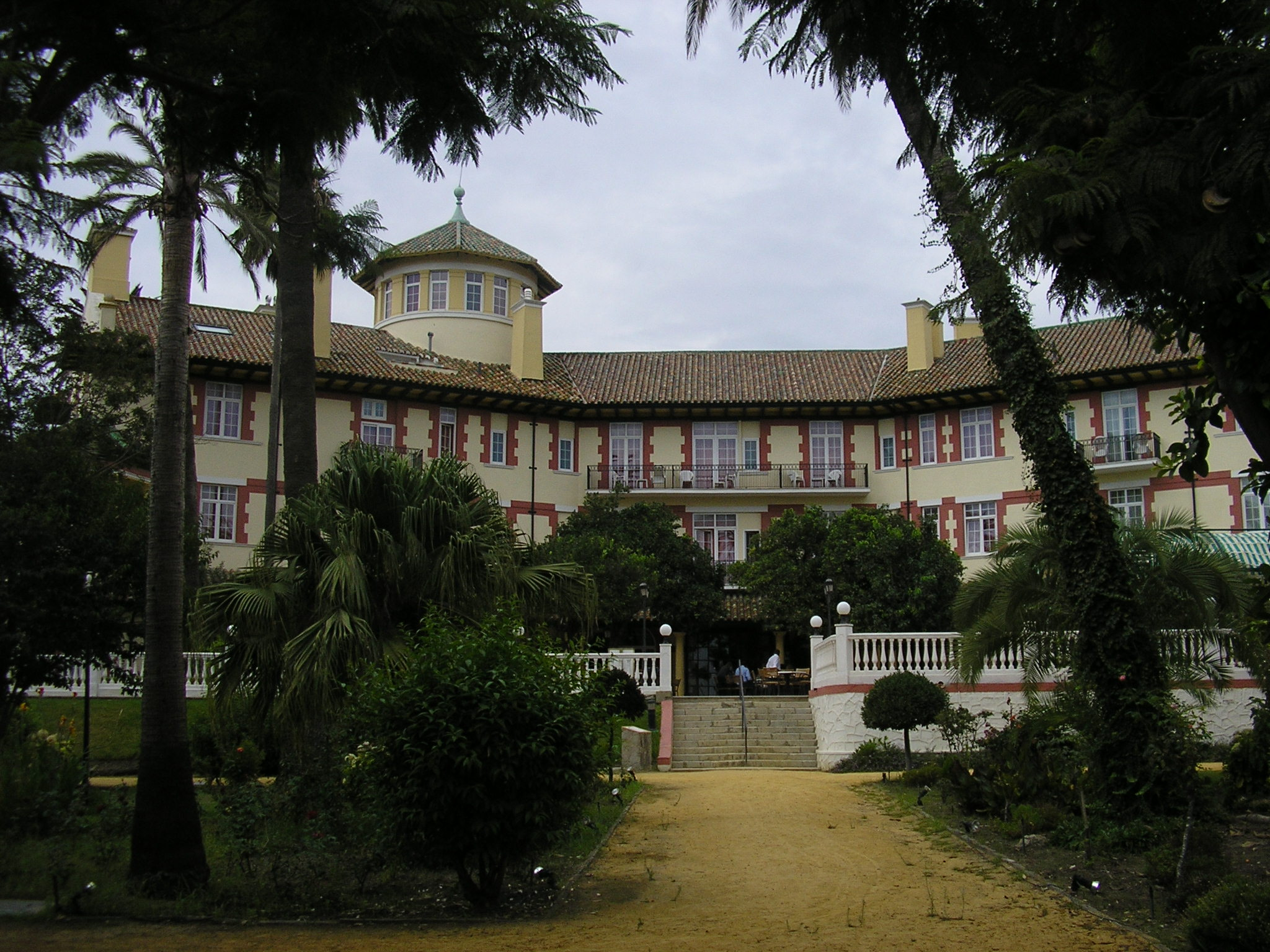
Hotel Reina Cristina y jardines.

Aunque la historiografía tradicional supuso despoblada la zona con posterioridad al siglo VI diversos hallazgos arqueológicos atribuidos a la presencia bizantina permiten establecer una continuidad en las actividades humanas hasta, al menos finales del siglo VII y principios del VIII. De este modo se han documentado diversas construcciones bizantinas y posiblemente visigodas en la Villa Vieja, principalmente almacenes de ánforas, así como enterramientos abandonados a finales del siglo VII.
Contrasta la importancia y abundancia de los restos correspondientes a los primeros cinco siglos del primer milenio con la práctica ausencia de restos correspondientes a los primeros siglos de presencia árabe. Las más recientes teorías indican que la ciudad de Al-Yazira al-Jadra, fundada en 711, ocupó la zona norte del río de la Miel quedando la actual Villa Vieja despoblada hasta la llegada de la dinastía benimerín en el siglo XIII.
Las construcciones islámicas de la Villa Vieja actualmente se limitan a la presencia de un tramo de muralla en la huerta del Carmen, al sur de recinto, una puerta de acceso al norte (el Patio del Coral) y los restos de un edificio, atribuido históricamente a la Mezquita aljama de Algeciras. Todas estas edificaciones parecen ser consecuencia de la construcción de la ciudad palatina benimerín llamada Al-Binya a partir de 1279 que contenía un amplio alcázar y una mezquita.
En 1379 las murallas y el alcázar de la Villa Vieja fueron destruidos junto al resto de la ciudad de Al-Yazírat quedando el solar despoblado hasta la llegada en 1704 de refugiados de la vecina ciudad de Gibraltar tras la conquista británica de ésta. La ocupación humana es sin embargo testimonial en la zona hasta que a finales del siglo XIX inversores británicos se establecen allí tras la construcción de la línea de Ferrocarril Algeciras-Bobadilla. Aparecen en estos años diversos palacetes de recreo propiedad de ciudadanos gibraltareños así como el principal establecimiento hotelero de la ciudad, el Hotel Reina Cristina.
Actualmente la Villa Vieja se considera parte del casco antiguo de la ciudad junto a la Villa Nueva poseyendo, a diferencia de ésta, un grado de ocupación bajo debido a la presencia de amplias zonas ajardinadas, principalmente los jardines del Hotel Cristina, el parque de las Acacias y los alrededores del Museo municipal.
El Plan General de Ordenación Urbana de Algeciras prevé la regeneración de la Villa Vieja y la puesta en valor tanto de sus restos arqueológicos como de sus espacios ajardinados.
Dentro de este proceso cabe nombrar la reciente urbanización del límite norte de la Villa con la creación de un paseo, llamado paseo del Río de la Miel, la restauración del antiguo Hotel Anglo-Hispano y de un edificio emblemático, el Kursaal de Algeciras, sede de la oficina de relaciones con el Magreb y palacio de congresos de la ciudad obra de Alfredo Pérez Villalta.